# Северное Киву
Северное Киву (фр. Nord-Kivu, суахили: Jimbo la Kivu Kaskazini) — провинция на востоке ДР Конго, граничит с Руандой и Угандой. Административный центр — город Гома.

## История
После геноцида в Руанде, провинция испытала наплыв беженцев хуту. В 2007 в провинции разгорелись ожесточённые бои между правительственными войсками и повстанцами генерала Лорана Нкунды. 22 февраля 2021 года в результате нападения боевиков на автоколонну Всемирной продовольственной программы было убито три человека, в том числе посол Италии в ДР Конго Лука Аттаназио.

## Административное деление
Включает 3 города, 5 территорий, 10 коммун, 5178 деревень.
- Города
  - Бени (Beni)
  - Бутембо (Butembo)
  - Гома (Goma)
- Территории
  - Бени (Beni (territoire))
  - Луберо (Lubero)
  - Масиси (Masisi)
  - Рутшуру (Rutshuru)
  - Валикале (Walikale)

## Вопросы прав человека

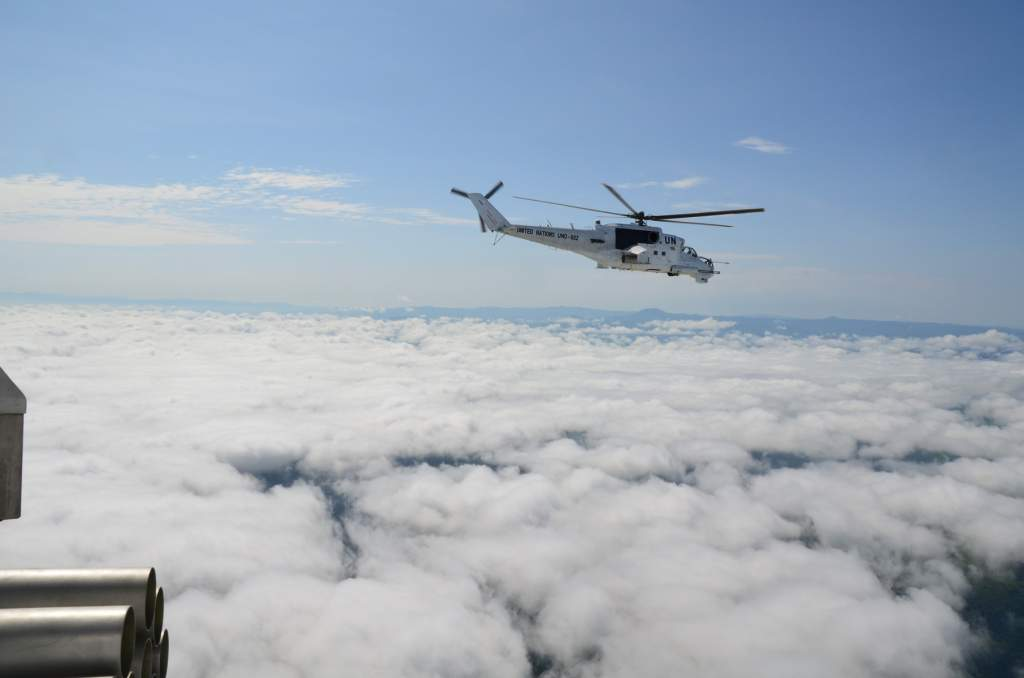
Разведывательный вертолёт Ми-24 ООН в Северном Киву

В октябре 2007 года Верховный комиссар ООН по делам беженцев (УВКБ ООН) предупредил о росте числа внутренне перемещенных лиц в Северном Киву, связанном с боевыми действиями между правительственной армией и повстанцами Демократических сил освобождения Руанды и отрядами перебежчиков, включая силы Лорана Нкунды, и наращиванием военных поставок и сил, включая вербовку детей-солдат вооруженными группами по всему Северному Киву. УВКБ ООН считает, что с декабря 2006 года в Северном Киву насчитывалось более 370 000 перемещенных лиц, и расширяет свои лагеря в районе Мугунга, где, по оценкам, находилось более 80 000 ВПЛ. Кратковременный захват Гомы повстанцами M23 привел к появлению «десятков тысяч» беженцев. Город Саке был оставлен.